# Jakov Savel'evič Vinogradov
Jakov Savel'evič Vinogradov (in russo Яков Савельевич Виноградов?; Ogolev, 12 ottobre 1915 – Oblast' di Čerkasy, 11 febbraio 1944) è stato un militare sovietico, insignito nel 1943 del titolo di Eroe dell'Unione Sovietica.

## Biografia
Nacque nel chutor di Ogolev nel 1915 in una famiglia contadina, e lavorò nel locale kolchoz. Dopo il servizio militare, svolto nel 1937-1938, partecipò dal 1941 alla Grande guerra patriottica. Comandante di un plotone mitraglieri del 520º reggimento della 167ª Divisione fucilieri operante nel Fronte di Voronež, tra l'estate e l'autunno del 1943 si distinse in ripetute azioni nel corso della Battaglia per il Dnepr.
Con decreto del Presidium del Soviet Supremo del 13 novembre di quell'anno fu insignito del titolo di Eroe dell'Unione Sovietica, che non poté ricevere poiché fu ucciso in combattimento l'11 febbraio 1944 nell'Oblast' di Čerkassy.
È stato insignito inoltre dell'Ordine di Lenin e dell'Ordine della Stella Rossa. È ricordato con un busto nel villaggio di Krasnogorovka, vicino all'oggi scomparso chutor natale di Ogolev, e con una strada e una targa commemorativa nella città di Bogučar.